# Hadrophallus varians
Hadrophallus varians är en insektsart som beskrevs av Caldwell. Hadrophallus varians ingår i släktet Hadrophallus och familjen hornstritar. Inga underarter finns listade i Catalogue of Life.